# Quendon and Rickling
Quendon and Rickling is een civil parish in het bestuurlijke gebied Uttlesford in het Engelse graafschap Essex. In 2001 telde het dorp 514 inwoners.